# Малые Шиды
Малые Шиды (баш. Бәләкәй Шиҙе) — деревня в Нуримановском районе Башкортостана, в России. Входит в Баш-Шидинский сельсовет.

## Население
| 2002 | 2009 | 2010 |
| ---- | ---- | ---- |
| 207  | ↗235 | ↘202 |

Национальный состав
Согласно переписи 2002 года, преобладающие национальности — башкиры (46 %), марийцы (28 %).

## Географическое положение
Расположена левом берегу реки Салдыбаш в 4 км к юго-востоку от села Красная Горка и в 55 км к северо-востоку от Уфы. На юго-западе примыкает к деревне Баш-Шиды.
В 1,5 км к западу от деревни проходит автодорога Уфа — Иглино — Павловка, имеется подъездная дорога от неё к деревне, продолжающаяся далее на восток к деревне Большие Шиды.